# Diet Pepsi
"Diet Pepsi" es una canción de la cantante estadounidense Addison Rae. Se lanzó el 9 de agosto de 2024 a través de Columbia Records como el sencillo principal de su álbum debut, Addison. También marcó su debut con una importante discográfica y su primer sencillo en tres años desde "Obsessed". "Diet Pepsi" recibió un gran reconocimiento de la crítica y se ubicó en las listas de éxitos de varios países. Esta canción de synth-pop, con un marcado sonido pop alternativo, trata sobre "la inmortal sensación de ser joven y estar enamorado".
"Diet Pepsi" se convirtió en el primer gran éxito de Rae, alcanzando el puesto 54 en el Billboard Hot 100. Fuera de Estados Unidos, "Diet Pepsi" se ubicó entre los diez primeros puestos de las listas de éxitos en Irlanda, Singapur y el Reino Unido, y entre los veinte primeros en Australia, Nueva Zelanda y Filipinas. La crítica elogió la interpretación vocal de Rae y su uso de la modulación, y la comparó favorablemente con los primeros trabajos de Lana Del Rey. "Diet Pepsi" figuró en las clasificaciones de las mejores canciones de 2024 de numerosas publicaciones musicales y críticas.

## Antecedentes
El director ejecutivo de Columbia Records, Ron Perry, a quien Addison conoció a través de su novio Omer Fedi, concertó una reunión con ella tras el lanzamiento de su EP debut AR. Addison presentó sus ideas, impresionando a Perry, quien la contrató a finales de 2023. En febrero de 2024, Addison conoció a los compositores Luka Kloser y Elvira Anderfjärd en Los Ángeles. El trío escuchó música todo el día, pero no llegaban muy lejos con sus ideas. Al acercarse el final de la sesión, Kloser empezó a tocar el piano, y Addison afirmó que los tres, "mágicamente", empezaron a tararear la melodía que se convertiría en el estribillo de "Diet Pepsi".
Addison compartió los primeros indicios de nueva música en junio de 2024 a través de sus redes sociales. La cantante fue más específica a principios de agosto de 2024 publicando fragmentos y la letra de la canción.  El 5 de agosto, reveló la fecha de lanzamiento y el título de su sencillo debut con Columbia. Originalmente, se suponía que la canción se titularía "Backseat" antes de que se la mostrara a Charli XCX, quien le dijo: "¿Por qué la canción no se llama 'Diet Pepsi'?"

## Recepción
La canción recibió una gran aclamación tanto de la crítica como de los oyentes, quienes elogiaron a Addison por su exitoso cambio de sus letras y dirección sonora de pop chicle anteriores a un sonido pop alternativo más maduro, Billboard describió la canción como un "punto de inflexión" en la trayectoria artística de Addison, ya que crea una visión más clara de quién es Addison como artista, a diferencia de proyectos anteriores mientras que Brittany Spanos de Rolling Stone describió a "esta nueva Addison [como] extraña, exagerada y, lo más importante, divertida" y "como si hubiera tomado un giro a la izquierda al estilo de John Waters" El New York Times llamó a la canción "la encarnación auditiva de la moderación de buen gusto", y varios críticos elogiaron la voz "entrecortada" de Addison y el cambio de tonalidad empleado en el estribillo final de la canción. Algunos hicieron comparaciones positivas con la música de Lana Del Rey, particularmente su sencillo de 2012 "Blue Jeans" y su álbum original Born to Die Se ubicó en el puesto número 11 en el Triple J Hottest 100 de 2024.

### Reconocimientos
| Medio              | Lista                                | Puesto | Ref.   |
| ------------------ | ------------------------------------ | ------ | ------ |
| Billboard          | The 100 Best Songs of 2024           | 8      | [ 11 ] |
| Dazed              | The 20 Best Tracks of 2024           | 1      | [ 19 ] |
| Dork               | Dork's tracks of the year 2024       | 10     | [ 20 ] |
| Exclaim!           | 20 Best Songs of 2024                | 12     | [ 21 ] |
| The Fader          | The 50 best songs of 2024            | 2      | [ 22 ] |
| The Guardian       | The 20 best songs of 2024            | 8      | [ 15 ] |
| The New York Times | Jon Caramanica's Best Songs of 2024  | 4      | [ 10 ] |
| NME                | The 50 Best Songs of 2024            | 44     | [ 23 ] |
| Paper              | Paper's Best Songs of 2024           |        | [ 24 ] |
| Paste              | The 100 Best Songs of 2024           | 31     | [ 25 ] |
| Pitchfork          | The 100 Best Songs of 2024           | 13     | [ 26 ] |
| Rolling Stone      | The 100 Best Songs of 2024           | 22     | [ 27 ] |
| Rolling Stone      | Rob Sheffield's Top 25 Songs of 2024 | 4      | [ 28 ] |
| Slant              | The 50 Best Songs Of 2024            | 39     | [ 29 ] |
| Stereogum          | The 50 Best Songs Of 2024            | 20     | [ 16 ] |
| Uproxx             | The Best Songs Of 2024               |        | [ 30 ] |
| Variety            | The 50 Best Songs of 2024            |        | [ 31 ] |

## Video Musical
El video musical oficial se lanzó junto con la canción el 9 de agosto de 2024, dirigido por Sean Price Williams. El video comienza con Addison adelantando su próximo sencillo, "Aquamarine", y continúa con ella divirtiéndose en un Cadillac Sixty Special de 1972 en ropa interior, junto a su interés amoroso, interpretado por Drew Van Acker. Gran parte del video rinde homenaje al clásico de culto de 1965 "¡Más rápido, Pussycat! ¡Mata! ¡Mata!", incluyendo la tarjeta de título, el baile de Addison y la filmación en blanco y negro. Addison mencionó la película experimental de Bruce Conner de 1966, Breakaway, como otra referencia para el video. Mel Ottenberg fue el director creativo del video.

## Actuaciones en directo
Addison interpretó "Diet Pepsi" junto con Charli XCX y Troye Sivan durante la gira Sweat, en el Madison Square Garden de la ciudad de Nueva York, el 23 de septiembre de 2024. La canción también fue versionada por Camila Cabello en Live Lounge para BBC Radio 1, y Cabello afirmó que desearía haber escrito la canción ella misma.Blondshell también lanzó una versión de la canción en SiriusXMU.

## Listas de canciones
- Descarga Digital[36]

1. "Diet Pepsi" – 2:49

- Vinilo de 7" pulgadas[37] y CD[38]

1. "Diet Pepsi"
2. "Diet Pepsi" (Slowed + Reverb)

## Listas
Tras convertirse en un tema viral en TikTok, «Diet Pepsi» se convirtió en su primera canción en debutar en el Billboard Hot 100, alcanzando el puesto 54, y el puesto 9 en la lista Mainstream Top 40, marcando su primera canción en el top 10 de la radio pop.
En el Reino Unido, «Diet Pepsi» debutó en el puesto 73 de la lista UK Singles el 30 de agosto de 2024, en la semana que finalizó el 5 de septiembre de 2024. Posteriormente, alcanzó el puesto 10 en la lista UK Singles el 1 de noviembre de 2024, en la semana que finalizó el 7 de noviembre de 2024, convirtiéndose en la primera canción de Addison Rae en el top 10 en Gran Bretaña.
| Chart (2024–2025)                       | Peak position |
| --------------------------------------- | ------------- |
| Australia (ARIA)                        | 18            |
| Canadá (Canadian Hot 100)               | 39            |
| Canada CHR/Top 40 (Billboard)           | 4             |
| Canada Hot AC (Billboard)               | 30            |
| Finlandia (Radiosoittolista)            | 36            |
| Global 200 (Billboard)                  | 35            |
| Greece International (IFPI)             | 39            |
| Irlanda (IRMA)                          | 7             |
| Italy Airplay (EarOne)                  | 29            |
| Latvia Airplay (LaIPA)                  | 4             |
| Lithuania (AGATA)                       | 57            |
| Lithuania Airplay (TopHit)              | 20            |
| Netherlands (Single Tip)                | 4             |
| Netherlands (Global Top 40)             | 40            |
| New Zealand (Recorded Music NZ)         | 17            |
| Philippines (Philippines Hot 100)       | 19            |
| Portugal (AFP)                          | 84            |
| Romania Airplay (TopHit)                | 94            |
| San Marino Airplay (SMRTV Top 50)       | 26            |
| Singapore (RIAS)                        | 10            |
| Sweden (Sverigetopplistan)              | 92            |
| Suiza (Schweizer Hitparade)             | 65            |
| Reino Unido (UK Singles Chart)          | 10            |
| Estados Unidos (Billboard Hot 100)      | 54            |
| Estados Unidos (Adult Contemporary)     | 29            |
| Estados Unidos (Adult Top 40)           | 16            |
| Estados Unidos (Dance/Mix Show Airplay) | 31            |
| Estados Unidos (Mainstream Top 40)      | 9             |

| Chart (2024)               | Peak position |
| -------------------------- | ------------- |
| Lithuania Airplay (TopHit) | 24            |

## Lanzamientos
| Regiones       | Fechas             | Formatos               | Sello      | Ref.   |
| -------------- | ------------------ | ---------------------- | ---------- | ------ |
| Internacional  | August 9, 2024     |                        | Columbia   |        |
| Estados Unidos | September 17, 2024 | Contemporary hit radio | Columbia   | [ 70 ] |
| Italia         | October 11, 2024   | Radio airplay          | Sony Italy | [ 71 ] |
| Internacional  | January 31, 2025   | LP                     | Columbia   | [ 37 ] |